# Rodovia Padre Manuel da Nóbrega
Pour les articles homonymes, voir Nobrega.
La  Rodovia Padre Manuel da Nóbrega  ou Via Padre Manuel da Nóbrega  est une autoroute de l'État de São Paulo au Brésil codifiée SP-055.